# Лантух Василь Іванович
Лантух Василь Іванович (нар. 1 березня 1954 року,  с. Чечелівка, Гайсинського району, Вінницької області в сім'ї колгоспників) — український політик, Народний депутат Верховної Ради України. 

## Біографія
1969-72 - учень Теплицького ПТУ N 7, тракторист, шофер колгоспу, смт Теплик. 

1972-74 - служба в армії. 

1974-83 - шофер, завідувач автогаража, колгоспу ім. 40-річчя Жовтня, с.Чечелівка. 

1983-88 - голова виконкому, Чечелівська сільрада.

З 1988 - голова правління, колгосп "Комунар", с.Рахнівка; 2-й секретар Гайсинського райкому КПУ. 

Одружений, 2-є дітей. 

## Політична кар'єра
Народний депутат України 2 скликання з 04.1994 (2-й тур) до 04.1998, Гайсинський виборчій округ N 56, Вінницька область, висувався виборцями. 

Член Комітету з питань боротьби з організованою злочинністю і корупцією. Член фракції комуністів.

Народний депутат України 3 склик. 03.1998-04.2002 від КПУ, N 99 в списку. На час виборів: Народний депутат України, член Комуністичної партії України. 

Член Ком-ту з питань законодавчого забезпечення правоохоронної діяльності та боротьби з організованною злочинністю і корупцією (07.1998-02.2000), член Ком-ту з питань боротьби з організованною злочинністю і корупцією (з 02.2000); член фракції Комуністична партія України (з 05.1998). 

04.2002 - кандидат в народні депутати України, виборчій округ N 16, Вінницька область, висувався КПУ. За 6.15%, 5 з 14 претендінтів.
На час виборів: Народний депутат України, член Комуністичної партії України. 

## Зовнішні Посилання
- Офіційний сайт Верховної Ради України [Архівовано 23 січня 2018 у Wayback Machine.] (укр.)
- Офіційний сайт Комуністичної партії України (укр.)